# 2016–2017-es magyar női kosárlabda-bajnokság
A 2016–2017-es magyar női kosárlabda-bajnokság a 80. magyar női kosárlabda-bajnokság volt. A bajnokság mezőnye ettől az évtől 11 csapatos lett.
Az oda-visszavágós, 22 fordulós alapszakasz 2016. szeptember 30-án vette kezdetét és március 25-ig tartott. Az alapszakaszban a 9-11. helyezett csapatok körmérkőzéses rendszerben oda-visszavágós alapon döntöttek a végső helyezésekről, az utolsó kiesett az NB I-ből.
Az első nyolc helyen végző csapatok a rájátszásba jutottak, a negyeddöntőben az 1-8., a 2-7., a 3-6., és a 4-5. helyezettek páros csatát vívtak a továbbjutásért. A negyed-és az elődöntők, valamint a helyosztók az egyik fél második-, a döntő az egyik fél harmadik győzelméig tartottak.
A Magyar Kosárlabdázók Országos Szövetsége eredetileg 12 csapatos első osztályt tervezett, a 11 csapat indulása nyomán minden fordulóban az egyik csapat szünnapos volt.

## Változás az előző szezonhoz képest
A bajnokság létszámát 11 csapatosra emelték, így az előző év végén kieső Vasas Akadémia maradt az NB I-be, újonc az MTK volt.

## A 2016-2017-es női NB I mezőnye

### Csapatok
| Csapat                  | Helyezés a 2015-16-os szezonban | Város        | Aréna                       | Befogadóképesség |
| ----------------------- | ------------------------------- | ------------ | --------------------------- | ---------------- |
| BEAC Újbuda             | 9.                              | Budapest     | Gabányi László Sportcsarnok | 400              |
| Ceglédi EKK             | 6.                              | Cegléd       | Gál József Sportcsarnok     | 1,200            |
| Diósgyőri VTK           | 4.                              | Miskolc      | Generali Aréna              | 1,688            |
| UNI Győr                | Runner-up                       | Győr         | Egyetemi Csarnok            | 2,036            |
| MTK-Budapest            | 1. (NB I/B)                     | Budapest     | Városmajori Csarnok         | 400              |
| PEAC-Pécs               | 5.                              | Pécs         | Lauber Dezső Sportcsarnok   | 2,791            |
| PINKK-Pécsi 424         | Third place                     | Pécs         | Gandhi-csarnok              | 300              |
| UNIQA Sopron            | Champion                        | Sopron       | NOVOMATIC Aréna             | 2,500            |
| Atomerőmű KSC Szekszárd | 7.                              | Szekszárd    | Városi Sportcsarnok         | 1,100            |
| Vasas Akadémia          | 10.                             | Budapest     | Pasaréti Sportcentrum       | 300              |
| Zalaegerszegi TE        | 8.                              | Zalaegerszeg | Városi Sportcsarnok         | 2,000            |

### Mezgyártók és szponzorok
| Csapat           | Vezetőedző      | Csapatkapitány | Mezgyártó  | Főszponzor              |
| ---------------- | --------------- | -------------- | ---------- | ----------------------- |
| BEAC Újbuda      | Balogh Judit    |                | Toti Sport | tippmixPro              |
| Ceglédi EKK      | Cziczás László  |                | Toti Sport | VBW Hungary Kft.        |
| Diósgyőri VTK    | Maikel López    |                | Nike       | Borsodi, tippmixPro     |
| UNI Győr         | Völgyi Péter    |                | Spalding   | CMB Cargo, tippmixPro   |
| MTK-Budapest     | Cziegler László |                | Spalding   | tippmixPro              |
| PEAC-Pécs        | Boris Maljković |                | Spalding   | tippmixPro, Pannonpower |
| PINKK Pécsi 424  | Halmai Gábor    |                | Toti Sport | tippmixPro, HR-Rent     |
| UNIQA Sopron     | Sterbenz László |                | Toti Sport | UNIQA                   |
| KSC Szekszárd    | Željko Đokić    |                | Toti Sport | tippmixPro, Tolle       |
| Vasas Akadémia   | Igor Skočovski  |                | Toti Sport | MKB Euroleasing         |
| Zalaegerszegi TE | Gáspár Dávid    |                | Spalding   | tippmixPro              |

#### Vezetőedző váltások
| Csapat          | Távozó vezetőedző | Távozás oka | Dátum              | Pozíció a bajnokságban | Érkező vezetőedző | Dátum            |
| --------------- | ----------------- | ----------- | ------------------ | ---------------------- | ----------------- | ---------------- |
| PINKK-Pécsi 424 | Laczka Miklós     | lemondott   | 2016. november 10. | 10.                    | Halmai Gábor      | 26 November 2016 |

## Az alapszakasz végeredménye
| Hely. | Csapat                  | M  | Gy | V  | P+   | P–   | Pk   | P  | Továbbjutás |
| ----- | ----------------------- | -- | -- | -- | ---- | ---- | ---- | -- | ----------- |
| 1.    | Atomerőmű KSC Szekszárd | 20 | 17 | 3  | 1484 | 1190 | +294 | 37 | Playoffs    |
| 2.    | UNIQA Sopron            | 20 | 16 | 4  | 1671 | 1303 | +368 | 36 | Playoffs    |
| 3.    | CMB CARGO UNI GYÔR      | 20 | 15 | 5  | 1496 | 1303 | +193 | 35 | Playoffs    |
| 4.    | PEAC-Pécs               | 20 | 14 | 6  | 1473 | 1342 | +131 | 34 | Playoffs    |
| 5.    | VBW CEKK Cegléd         | 20 | 13 | 7  | 1549 | 1376 | +173 | 33 | Playoffs    |
| 6.    | Aluinvent DVTK Miskolc  | 20 | 13 | 7  | 1471 | 1241 | +230 | 33 | Playoffs    |
| 7.    | ZTE Női Kosárlabda Klub | 20 | 9  | 11 | 1342 | 1401 | −59  | 29 | Playoffs    |
| 8.    | Vasas Akadémia          | 20 | 5  | 15 | 1224 | 1480 | −256 | 25 | Playoffs    |
|       |                         |    |    |    |      |      |      |    |             |
| 9.    | PINKK-Pécsi 424         | 20 | 4  | 16 | 1231 | 1501 | −270 | 24 | Play-out    |
| 10.   | BEAC Újbuda             | 20 | 3  | 17 | 1243 | 1566 | −323 | 23 | Play-out    |
| 11.   | MTK-Budapest            | 20 | 1  | 19 | 1143 | 1624 | −481 | 21 | Play-out    |